# Kristin Åberg
Kristin Åberg, född 21 maj 1983, är en svensk före detta fotbollsspelare.
Åbergs moderklubb är Umedalens IF. År 2007 gick hon till Umeå Södra FF, och hon var med när klubben tog steget upp i Allsvenskan 2008.
Efter säsongen 2008 avslutade hon karriären.